# ليبي (ولبة)
بلدية ليبي (بالإسبانية: Lepe) هي بلدية تقع في مقاطعة ولبة التابعة لمنطقة أندلوسيا جنوب إسبانيا.

## الديموغرافيا
بلغ عدد سكان بلدية ليبي 27.241 نسمة عام 2011 (وفقاً للمعهد الوطني الإسباني للإحصاء).
| 18.325 | 19.995 | 20.173 | 22.709 | 23.607 | 25.886 | 27.241 |

## توأمة
لليبي (ولبة) اتفاقيات توأمة مع:
- توميلوسو

## أعلام
- شيليتو عمر